# الفرش (القبيطة)

تعديل مصدري - تعديل

الفـرش هي إحدى قرى عزلة كرش بمديرية القبيطة التابعة لمحافظة لحج، بلغ تعداد سكانها 20 نسمة حسب تعداد اليمن لعام 2004.